# Пелмени
Пелмени (рус. пельмени) су кнедле руске кухиње које се састоје од фила умотаног у танко тесто. Сматрају се националним јелом. 
Пелмени су постали главни део руске кухиње током периода руске експанзије на Уралским планинама и Сибиру. Пелмени такође имају дубоке корене у традицији и фолклору региона Коми на северозападу Русије и заузимају истакнуто место у кухињи Комија.  Само име је позајмљено из језика Коми-Пермјака. 

## Опис
Тесто се прави од брашна и воде, понекад се додају и мала порција јаја.
Пелмени се могу послужити на неколико начина; могу се кувати и сервирати у чинији са супом.  Пелмени се могу послужити као главно јело за ручак или вечеру, или потопљени у путеру или припремљени на сибирски начин, што подразумева посипање сирћетом и додавање свеже млевеног бибера за додатни укус. 
Фил може бити млевено месо (свињетина, јагњетина, јунетина, риба или било која друга врста меса, дивљач је посебно традиционална за хладније крајеве) или печурке, или комбинација обоје. Такође је популарно мешање различитих врста меса. У европској Русији се користи млевено говеђе месо, а прихватају се и печурке пуњене печуркама.  Традиционални удмуртски рецепт захтева мешавину од 45% говедине, 35% овчетине и 20% свињетине.  У фил се мешају разни зачини, као што су црни бибер и лук исечен на коцкице, као и бели лук. Обично се преливају павлаком, мајонезом, мирођијом, црвеним луком или сирћетом, што је све традиционално за регион и може се производити у сибирској клими.
Додавање мањих количина купуса, парадајза и рена у млевено месо је такође уобичајено за одређене регионалне рецепте.
Температура и влажност имају значајан утицај на конзистенцију и стабилност теста.

### Слична јела
Пелмени припадају породици кнедле, а сродни су украјинска и пољска uszka.
У САД-у и Канади, термин пироги се често користи за описивање свих врста источноевропских кнедли, без обзира на облик, величину или пуњење. Они су рођаци јерменских, турских и казахстанских мантија, грузијских хинкали, корејских мандуа, јапанских ђоза, италијанских тортелина и равиола и швапских маулташена. Донекле сличне су пржене или печене емпанаде које се сусрећу у културама под утицајем Хиспаноамериканца.
Најважнија разлика између пелмена, вареника и пирогија је дебљина љуске теста — код пелмена и вареника је што тања, а однос пуњења у тесту је обично већи.  Пелмени се никада не послужују са слатким пуњењем, по чему се разликују од вареника и пољских пирогија, који понекад јесу. Такође, пуњени у пелмени су обично сирови, док су филови за варенике и пироги обично претходно кувани.
Главна разлика између пелмена и момоса је њихова величина - типичан печмен је отприлике 2 до 3 цм у пречнику, док су момоси често најмање двоструко већи.

### Регионалне разлике
У Сибиру се пелмени традиционално замрзавају на отвореном зими и третирају као конзервисана храна . Ловци или истраживачи који иду у тајгу носили би вреће смрзнутих пелмена са својим намирницама, јер се могу дуго чувати замрзнути и лако се кувају. 
Пелмени се спремају непосредно пре јела тако што се кувају у сланој води док не испливају, а затим још два до пет минута. На Уралу се кувају у обичној води, док се у Сибиру кувају у сланој води или понекад пилећој чорби.  Кувани пелмени се служе сами или преливени растопљеним путером или сметаном, као и зачинима попут сенфа, рена, парадајз соса и сирћета. На руском Далеком истоку углавном додају соја сос.
Постоји много традиционалних рецепата, неки од њих предлажу да се пелмени прже након кључања док не порумене. Пелмени се могу послужити и у бистрој супи,  иако се у Сибиру то сматра лошим укусом и пелмени се пажљиво процеде пре сервирања.  У татарској кухињи, пилман је традиционално јело, где су се одувек служили са бистром супом и додатком копра или другог свеже исеченог биља. Пелмени су такође део пољске кухиње.
Упаковане смрзнуте пелмени могу се свуда наћи у продавницама етничких Руса и Украјинаца. Пакети смрзнутих пелмена, попут оних који се носе по тајги, обично су означени као „сибирски пелмени“.  Пелмени који се купују у продавници се праве на индустријским машинама, од којих велики део производе италијанске компаније као што су Arienti and Cattaneo, Ima, Ostoni, Zamboni итд. Ови пелмени обично су тешки око 15 грама и изгледају као већа верзија тортелина, због чега се за индустријску производњу најчешће користе италијанске машине за тестенине. Пелмени се такође обично праве код куће. Најлакши (иако помало напоран) начин је да се направи ручно; многи кувари користе специјализоване „израђиваче пелмена“, који су у суштини калупи који подсећају на калупе за мафине или калупе за равиоле, који омогућавају да се брзо направи неколико десетина пелмена од два листа теста и количине млевеног меса.
У Русији се пелмени који се купују у продавници сматрају неком врстом практичне хране која је повезана са животним стилом студената или нежења, слично као инстант рамен на Западу,  док се домаћи пелмени сматрају крепком, здравом храном.  Смрзнути пелмени који се купују у продавници, укључујући и оне за руску емигрантску заједницу, су стога само из далека сродни и не успевају да прихвате квалитете оригиналног јела. 

## Историја
Реч пелмени је изведена од пел'н'ан' (пельнань), буквално „хлеб у облику уха“ на угрофинским коми и удмуртским језицима. Алтернативно, буквално се преводи као "уши од теста". 
Порекло пелмена је спорно, али се на њих широко гледа као на сибирски допринос руској кухињи.   Једна теорија сугерише да пелмени, или уопште пуњене куване кнедле, потичу из Сибира, вероватно упрошћена адаптација кинеског ђаозија (на неким дијалектима се зове баомиан "包麵/包面").  Ова теорија је потврђена чињеницом да су традиционална пуњења пелмена снажно зачињена црним бибером и другим зачинима који нису поријеклом из Русије. Према томе, пелмени су можда пренели Монголи из Кине у Сибир и Урал.  Друга теорија је да су настали са Урала, а затим су их руски истраживачи и пионири проширили у Централну Азију. Пелмени су можда развили и ловци, којима је била потребна храна која је била лагана и лака за припрему како би могли да понесу са собом у лов. 
Пелмени су почели да се појављују у ресторанима у Француској крајем 19. века у време када су руска јела већ имала значајан утицај на гастро оброк.  Огист Ескофије их је уврстио као вруће предјело, што је било супротно руском обичају. 